# 디 아프간 휘그스
디 아프간 휘그스(The Afghan Whigs)는 미국의 록 밴드이다.

## 디스코그래피
- Big Top Halloween (1988)
- Up in It (1990)
- Congregation (1992)
- Gentlemen (1993)
- Black Love (1996)
- 1965 (1998)